# Parrocchia di Madison
La parrocchia di Madison (in inglese Madison Parish) è una parrocchia dello Stato della Louisiana, negli Stati Uniti. La popolazione al censimento del 2000 era di 13 728 abitanti. Il capoluogo è Tallulah.
La parrocchia (in Louisiana le parrocchie costituiscono un livello amministrativo equivalente a quello delle contee degli altri stati degli USA) fu creata nel 1838.